# 氏家ト全
氏家全（日语：／ Ujiie Tozen，12月24日—），日本漫畫家。出身於宮城縣仙台市。

## 概要
2001年，以在《別冊Young Magazine》（講談社）上發表的短篇《妹妹思春期》出道，同作品在《週刊Young Magazine》（講談社）上連載，作為連載首次亮相。代表作品有《妹妹思春期》、《妹妹向日葵班》、《女大學生家庭教師》、《妄想學生會》、《開心女子宿舍的小不點》等。
《妄想學生會》是本身第一部電視動畫化的作品。其筆名類似戰國時代的武將氏家卜全。

## 簡歷
於投稿《妹妹思春期》時，接到了編輯的電話。經過多次傳真交流後，2001年在《別冊Young Magazine》上以同標題首次亮相（作為代原）。此外，負責審查投稿作品的編輯認為，是一位具有款待的漫畫家，以兄妹為題材，因為當時有一種傾向妹妹型女孩的趨勢。
其短篇作品在讀者問卷調查中非常受歡迎，因此將在《別冊Young Magazine》每月連載。由於那裡的連載也很受歡迎，所以開始在《週刊Young Magazine》雜誌上以每週的方式連載。繼《女大學生家庭教師》之後，主要在《週刊少年Magazine》上連載。

## 作風、特徴
- 直接的描述很少見，內褲鏡頭肯定只會出現在最終回。框架的重複使用是很常見的。
  - 所有的作品裡所有角色的名字均採用片假名。也經常使用職棒選手的名字作為名字的來源。
- 次要角色的名字有時會發生變化，並且經常與過去不一致（例如《女大學生家庭教師》的鈴木、柴原和《妹妹思春期的圭等等）。
- 《女大學生家庭教師（日语：女子大生家庭教師濱中アイ）》和《怪怪演藝事務所》裡，除了黃色笑話之外，還有很多笑話。
- 擬聲詞常被改為（關門的聲音變成，打人的聲音變成等等）。
- 縱觀本身所有的作品，手寫的漢字都不是很漂亮，片假名和常常無法區分。
- 所有的作品似乎都來自同一個世界。
  - 在《妹妹思春期》和《女大學生家庭教師》裡都存在著。
  - 「聖光女學院」在《女大學生家庭教師》和《怪怪演藝事務所》裡存在著，而來自《女大學生家庭教師》的美幸、凜子、彩奈都在《偶像的赤紅》最終回裡出現。
  - 《女大學生家庭教師》的作品裡出現一款名為的商業成人遊戲，在《妹妹思春期》裡也出現同名商業成人遊戲《2》。
  - 「英稜高校」在《女大學生家庭教師》和《妄想學生會》裡存在著。另外，在《妄想學生會》的番外篇《妄想兒童會》中，《妄想兒童會》的天草篠和《女大學生家庭教師》的天野美幸證實都就讀同一所小學，2人分別擔任兒童委員會會長和副會長。
  - 《怪怪演藝事務所》的Triple Booking出現在《妄想學生會》裡（動畫版《妄想學生會》第6話和第12話也有出現），以及《八乙女×2》其名字和CD封套均有出現。
  - 《妄想學生會》中登場的毛絨玩具系列也在《八乙女x2》裡登場。
- 《妹妹思春期》是本身的第一部作品，所以其笑點大多包含黃色笑話。另外，青年雜誌和少年雜誌的自律界線（日语：自主規制）也有很大不同，責任編輯表示作者知道這個界線[來源請求]。
- 第一個創建的角色是女主角，所有角色都沒有原型。本身喜歡吊眼的角色。描繪最有趣的場景是角色聚在一起做某件事的時候。困難的部分是分鏡（日语：ネーム (漫画)）。不會評判自己的作品[來源請求]。

## 逸事
- 雜誌末尾的評論通常包括諸如「○○好吃」之類的簡單評論。另外，雖然對《女大學生家庭教師》的人氣投票結果進行了採訪，諸如「我不太明白」、「我沒有想過」之類的回答仍在繼續，採訪以採訪者的沉默結束。
- 他住在東日本大地震的受災地區，電話線路的復原似乎被推遲了。

## 作品列表

### 漫畫
- 妹妹思春期（全10冊）
  - 妹妹思春期（短篇版，《別冊Young Magazine（日语：月刊ヤングマガジン）》2001年16號、18號（16號以氏家邦貴名義））
  - 妹妹思春期（連載版，《別冊Young Magazine》2001年20號—2002年32號 → 《週刊Young Magazine》2002年27號—2007年52號）
  - 妹妹思春期（出差版，《Young Magazine Uppers（日语：ヤングマガジンアッパーズ）》2003年1號）
  - （《Young Magazine增刊Supo僧》2002年1號）
  - 妹妹向日葵班（日语：妹はひまわり組）（《別冊Young Magazine》2002年33號—2007年24號（第2冊以降收錄））
  - 妹妹選拔賽 全日本妹思春期！（日语：全日本妹選手権!!）（《Young Magazine》、《Uppers妹增刊》，2002年（與堂高茂（日语：堂高しげる）共同著作）：單行本未收錄）
  - 南家三姊妹 妹妹思春期（《週刊Young Magazine》2005年30號（與櫻場小春共同著作）：收錄於單行本第9冊）
- 女大學生家庭教師（日语：女子大生家庭教師濱中アイ）（全6冊）
  - 女大學生家庭教師（短篇，《Magazine SPECIAL》2003年6月號（收錄於單行本第1冊））
  - 女大學生家庭教師（連載，《週刊少年Magazine》2003年40號—2006年16號）
- 怪怪演藝事務所（連載，《週刊少年Magazine》2006年28號—48號（全1冊））
- 妄想學生會[2][3][4][5]（全22冊）
  - 妄想學生會（連載，《Magazine SPECIAL》2007年6月號—2008年7月號 → 《週刊少年Magazine》2008年34號—2021年51號）
  - 妄想兒童會（短篇，《Magazine SPECIAL》2009年6月號（收錄於單行本第3冊））
- 開心女子宿舍的小不點（日语：プチプチたんたんプチたんたん）（連載，《Magazine SPECIAL》2012年5月號—2016年7號（全3冊））
  - （短篇，《月刊少年天狼星》2007年2月號（收錄於《妄想學生會&全明星》））
- 八乙女×2（連載，《別冊少年Magazine》2022年6月號—（已出版3冊））

### 其它
- 鑽石王牌（第16、17話片尾插圖，2014年）
- UQ HOLDER！悠久持有者！（第3話片尾插圖，2017年）